# Ompolyremete
Ompolyremete románul: Remetea, település Romániában, Erdélyben, Fehér megyében.

## Fekvése
Kisompoly mellett fekvő település.

## Története
Korábban Kisompoly része volt.
1956-ban 52, 1966-ban 58 román, 1977-ben 36 román, 1992-ben 26 román lakosa volt.